# Локалита Коста Селвађа Б (Витербо)
Локалита Коста Селвађа Б је насеље у Италији у округу Витербо, региону Лацио.
Према процени из 2011. у насељу је живело 13 становника. Насеље се налази на надморској висини од 3 м.